# إيمي تورنر (لاعبة اتحاد الرغبي)
إيمي تورنر (بالإنجليزية: Amy Turner)‏ هي لاعبة اتحاد الرغبي بريطانية، ولدت في 31 يوليو 1984 في برايتون في المملكة المتحدة.